# Grubsko
Grubsko (prononciation : [ˈɡrupskɔ]) est un village polonais de la gmina de Nowy Tomyśl dans le powiat de Nowy Tomyśl de la voïvodie de Grande-Pologne dans le centre-ouest de la Pologne.
Il se situe à environ 6 kilomètres au sud-ouest de Nowy Tomyśl (siège de la gmina et du powiat) et à 60 kilomètres à l'ouest de Poznań (capitale régionale).

## Histoire
De 1975 à 1998, le village faisait partie du territoire de la voïvodie de Poznań.

Depuis 1999, Grubsko est situé dans la voïvodie de Grande-Pologne.
Le village possède une population de 104 habitants en 2006.